# Possessed (1931)
Possessed is een Amerikaanse dramafilm uit 1931 onder regie van Clarence Brown. Het scenario is gebaseerd op het toneelstuk The Mirage (1920) van de Amerikaanse toneelschrijver Edgar Selwyn. Destijds werd de film in Nederland uitgebracht onder de titel Onverbreekbare banden.

## Verhaal
De jonge fabrieksarbeidster Marian Martin droomt van een beter leven. Op een dag neemt ze de trein naar New York. Daar maakt ze kennis met de knappe, rijke advocaat Mark Whitney. Ze wordt zijn minnares en krijgt van hem zelfs haar eigen appartement. Haar nieuwe luxeleven bevredigt haar niet. Ze wil liever trouwen met Mark. Wanneer hij zich kandidaat stelt voor het ambt van openbaar aanklager, krijgen zijn politieke tegenstanders lucht van de affaire.

## Rolverdeling
| Acteur           | Personage       |
| ---------------- | --------------- |
| Joan Crawford    | Marian Martin   |
| Clark Gable      | Mark Whitney    |
| Wallace Ford     | Al Manning      |
| Richard Gallager | Wally Stuart    |
| Frank Conroy     | Horace Travers  |
| Marjorie White   | Vernice LaVerne |
| John Miljan      | John Driscoll   |
| Clara Blandick   | Moeder Martin   |